# Ibibobo
Ibibobo es una localidad en el extremo sureste de Bolivia, ubicada en la región del Chaco boliviano. Administrativamente se encuentra en el municipio de  Villa Montes de la provincia del Gran Chaco en el departamento de Tarija.
El pueblo está a una altitud de 331 m a la izquierda, margen norte del río Pilcomayo en el Gran Chaco entre la cordillera oriental de los Andes y el vecino país de Paraguay. En la comunidad se encuentra una escuela llamada Unidad Educativa Rafael Pabón, en honor al piloto boliviano Rafael Pabón durante la Guerra del Chaco, así como también cuenta con una unidad militar del Regimiento de Infantería del Ejército de Bolivia. En Ibibobo se puede realizar un recorrido turístico con temática histórica de la Guerra del Chaco.

## Geografía
Ibibobo se encuentra en el trópico periódicamente húmedo, el clima es semihúmedo .
La temperatura media anual es de 25 °C (ver diagrama climático de Villamonte), los valores mensuales varían entre casi 20 °C en junio/julio y 29 °C en diciembre/enero. La precipitación media anual a largo plazo es de casi 700 mm y cae principalmente en los meses de diciembre a marzo, donde valores mensuales de bastante más de 100 mm se puede lograr. La estación seca va desde mayo a septiembre, sin apenas precipitaciones dignas de mención.

## Demografía
La población del asentamiento ha disminuido ligeramente durante la última década:
| Año  | Habitantes | Fuente |
| ---- | ---------- | ------ |
| 1992 | -          | Censo  |
| 2001 | 430        | Censo  |
| 2012 | 388        | Censo  |

## Transporte
Ibibobo se encuentra a una distancia de 320 km por carretera al oeste de Tarija, la capital del departamento homónimo.
Para llegar de Tarija hasta Ibibobo, primero se sigue la ruta troncal Ruta 1, que parte de Tarija en dirección sureste. Luego de ocho kilómetros, la ruta troncal Ruta 11 se bifurca hacia el este, la cual llega a la ciudad de Villa Montes luego de 243 kilómetros vía Junacas Sur, Entre Ríos y Palos Blancos. La Ruta 11 luego se dirige hacia el este a Ibibobo y de allí a Cañada Oruro, la estación fronteriza en la frontera con Paraguay.